# Chépy

Chépy este o comună în departamentul Somme, Franța. În 1 ianuarie 2022 avea o populație de 1.212 de locuitori.